# Dionís Vidal

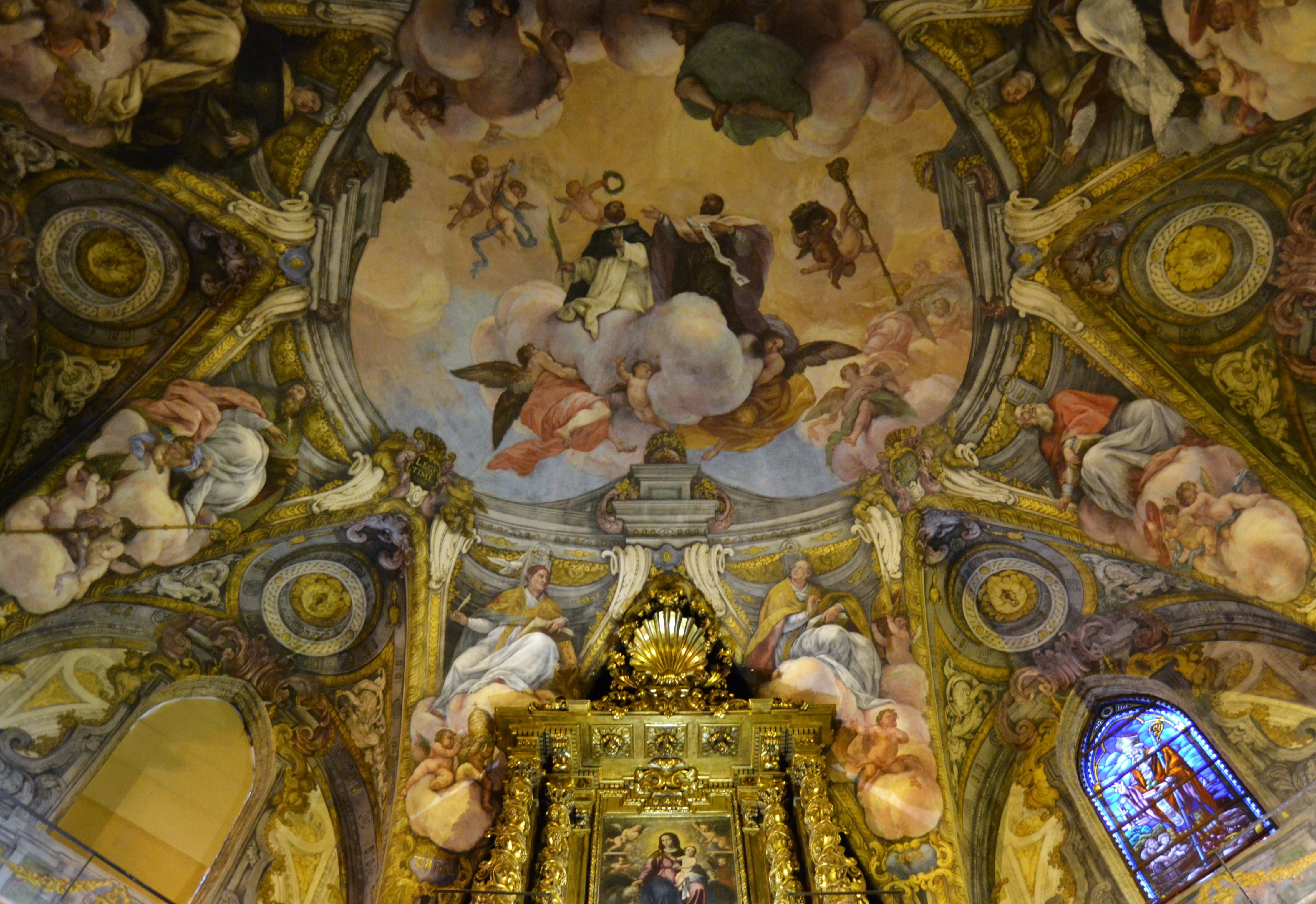
Detall dels frescs de la volta de l'Església de Sant Nicolás de Bari i Sant Pere Màrtir de València.

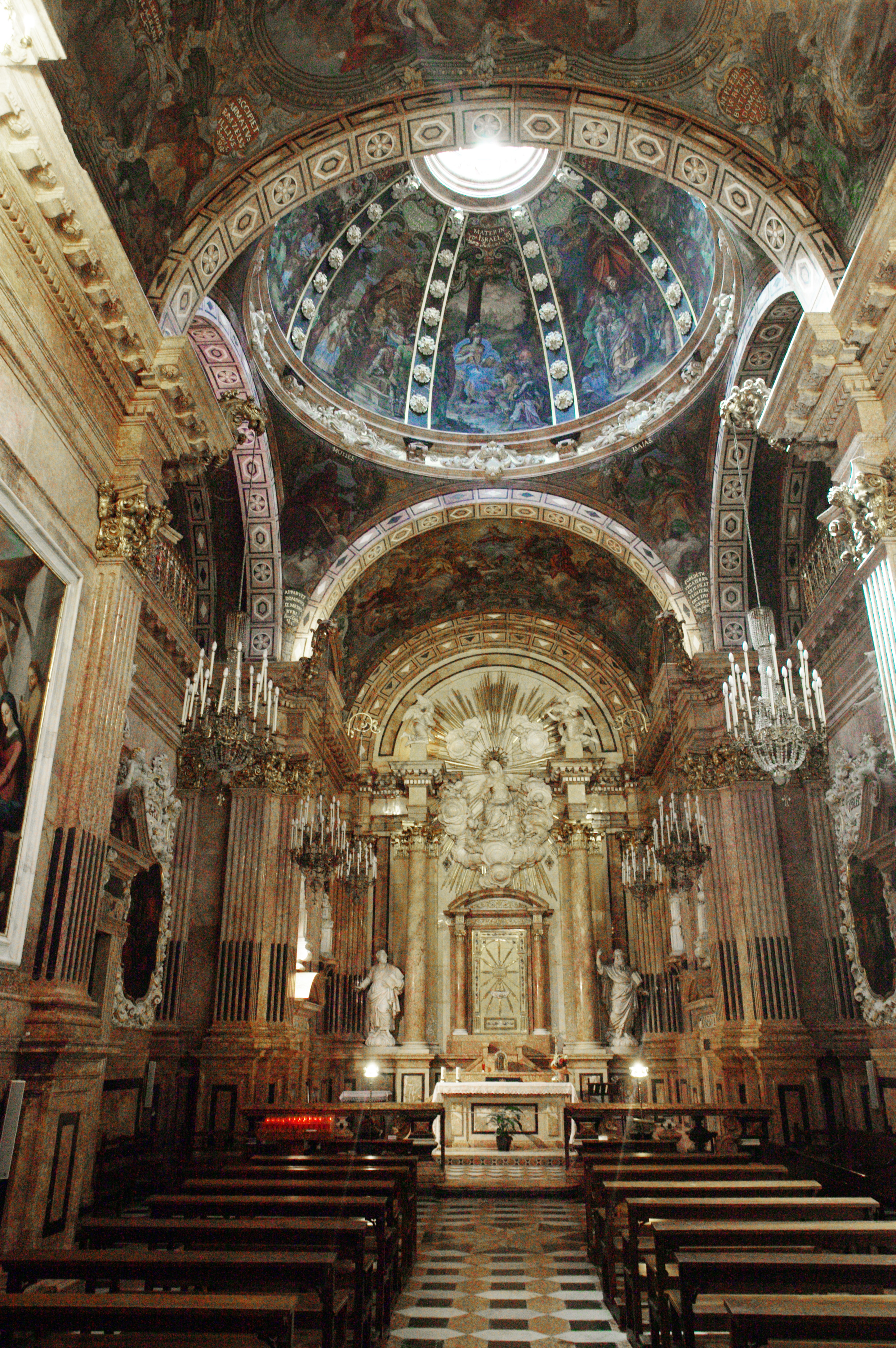
Capella de la Verge de la Cinta de la Catedral de Tortosa, pintada al fresc per Dionís Vidal i Josep Medina.

Dionís Vidal (València c. 1670 - Tortosa, després de 1719), va ser un pintor barroc valencià, deixeble d'Antonio Palomino.

## Biografia i obra
Format a Madrid amb Palomino, de retorn a València va tenir l'oportunitat de rebre i acompanyar al seu mestre quan es va desplaçar a aquella ciutat en 1697 per pintar en Sant Joan del Mercat. Conforme a models ideats i dissenyats pel seu mestre va pintar al fresc en 1700 les voltes de la parròquia de Sant Nicolau. Les històries i al·legories referides a les vides de Nicolau de Mira i de Pere de Verona, antic titular del temple, que cobreixen les voltes gòtiques alliberades de nervadures, ideades per Palomino i executades per Vidal, les va descriure extensament el primer en el segon tom, capítol setè, del seu Museu pictòric i escala òptica.
Va pintar també al fresc, segons Ceán Bermúdez, a les esglésies valencianes de Sant Bartolomé i del Remei, i en la parròquia de La nostra Senyora de la Misericòrdia o de la Mare de Déu de Campanar, on segons Ceán es va ocupar dels símbols eucarístics del trasagrari i podrien correspondre-li també els símbols marians de la cúpula.
A Terol va pintar al tremp el monument de Setmana Santa per a la catedral i la cúpula de l'església del convent de clarisses, ambdues obres desaparegudes. Va marxar després a Tortosa on va morir abans de concloure les pintures al fresc de la capella de la Mare de Déu de la Cinta de la seva catedral, en les quals va ser ajudat pel seu deixeble, el també valencià Josep Medina. El pintat cobreix les voltes de la capella, amb les escenes de l'Assumpció o Descensió de la Verge sobre Tortosa i la Coronació de la Verge en els trams de la nau i el presbiteri, vuit heroïnes bíbliques en la cúpula i el patriarca Moisés amb els profetes Isaías, Jeremías i Ezequiel en les petxines, en un estil estretament deutor del del seu mestre i una mica més sec.